# Supercoppa francese 2021 (pallavolo femminile)
La Supercoppa francese 2021, 5ª edizione della Supercoppa nazionale di pallavolo femminile, si è svolta il 2 ottobre 2021: al torneo hanno partecipato due squadre di club francesi e la vittoria finale è andata per la seconda volta all'ASPTT Mulhouse.

## Regolamento
La formula ha previsto una gara unica.

## Squadre partecipanti
| Squadra        | Qualificazione             |
| -------------- | -------------------------- |
| ASPTT Mulhouse | Vincitrice Ligue A 2020-21 |
| Béziers        | Finalista Ligue A 2020-21  |

## Torneo
| 2 ottobre 2021 Salle Jean-Masson, Chaumont Durata: 1h:11 - Spettatori: 352 | ASPTT Mulhouse | 3 - 0 | Béziers | 25-17, 25-19, 25-16 |